# Flodoard Geyer
August Flodoard Geyer (* 1. März 1811 in Berlin; † 30. April 1872 ebenda) war ein deutscher Komponist, Musikpädagoge und Musikkritiker.

## Leben
Flodoard Geyer war ein Sohn des Berliner Porträtmalers Georg Friedrich Heinrich Geyer. Seinen ungewöhnlichen Rufnamen erhielt er nach Flodoard von Reims. Der Maler Alexius Geyer und der Theologe Friedrich Wilhelm Ludwig Geyer (1809–1885, Vater von Otto Geyer und Albert Geyer) waren seine Brüder. Auch Flodoard Geyer begann ein Studium der Evangelischen Theologie an der Berliner Friedrich-Wilhelms-Universität, beschäftigte sich aber dabei viel mit Musik. Er erhielt Unterricht bei Adolph Bernhard Marx. Überraschenderweise gewann er 1836 mit Maria Stuart den von der Königlichen Akademie ausgesetzten Preis von 20 Friedrichsd'ors für die Komposition eines Musikstückes für die Altstimme mit Chor gegen 30 Mitbewerber, unter denen namhafte Künstler waren.
Geyer widmete sich nun ganz der Musik. Es folgten zahlreiche Kompositionen. Daneben war Geyer auch als Autor von Aufsätzen über Musik und als Musikkritiker tätig. Im Revolutionsjahr 1848 zeigte sich Geyer in seinem Manifest Die Musik als sociale Kunst als vom französischen Sozialismus beeinflusster musikalischer Demokrat. Nach dem Tod von Johann Philipp Samuel Schmidt 1853 wurde er Musikredakteur (musikalischer Referent) der Spener'schen Zeitung (Berlinische Nachrichten von Staats- und gelehrten Sachen). Dieses Amt musste  er jedoch nach einer Intervention der Königlichen General-Intendantur der Schauspiele bald wieder aufgeben. Er schrieb auch für  die Neue Berliner Musikzeitung sowie den Deutschen Reichsanzeiger.
Schon 1836 wurde Geyer Mitglied der Sing-Akademie zu Berlin. Um 1842 gründete er einen Akademischen Männergesang-Verein. Von 1847 bis 1851 war er Vorsitzender des neugegründeten Berliner Tonkünstler-Vereins, lehnte dann aber eine Wiederwahl ab. Als am 11. Mai 1851 das vom Tonkünstlerverein gestiftete Grabdenkmal Otto Nicolais enthüllt wurde, sprach Geyer die Gedenkrede.
1852 wurde er Dozent für Kompositionslehre und Musiktheorie am Stern’schen Konservatorium, wo er bis 1866 unterrichtete. 1856 erhielt er den Titel Königlicher Professor.
Geyer veröffentlichte 1862 sein Lehrbuch Musikalische Kompositionslehre. Ursprünglich auf drei Teile angelegt, erschien jedoch nur der erste Teil.

## Werke

### Kompositionen
- Maria Stuart. Lyrisches Monodrama für Alt mit Chor und Orchester. Berlin: Trautwein 1836
- Lebenslenz, für 4stimmigen Chor und Orchester op. 14. Leipzig: Breitkopf & Härtel
- 3 Lieder von Kletke, für 4 Männerstimmen op. 7. Berlin: Trautwein
- in August Ludwig Lua: Sängergruß. 1844: Lied Nr. 19. Morgen auf der Wanderung,  Nr. 26 In Freude, Nr. 29 Lobgesang, Nr. 32. Glaube in Gefahr
- Ouvertüre zu König Lear,  für Orchester, Berlin: Challier 1844

### Schriften
- Musikalische Kompositionslehre.  Teil 1: Das elementare Gebiet. Berlin: Vogel 1862 (Digitalisat)